# Tahini

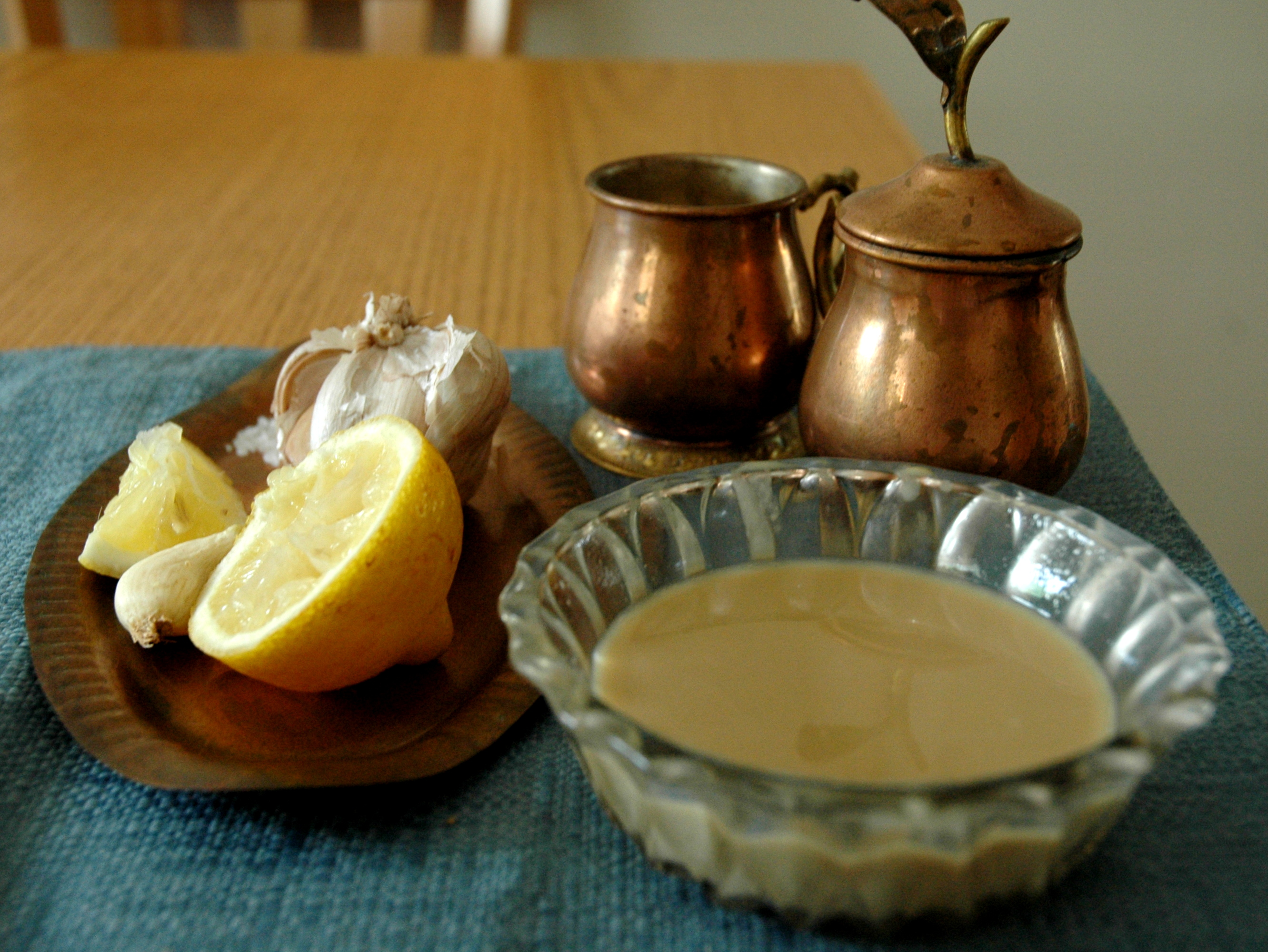
Tahini (w szklanej salaterce)

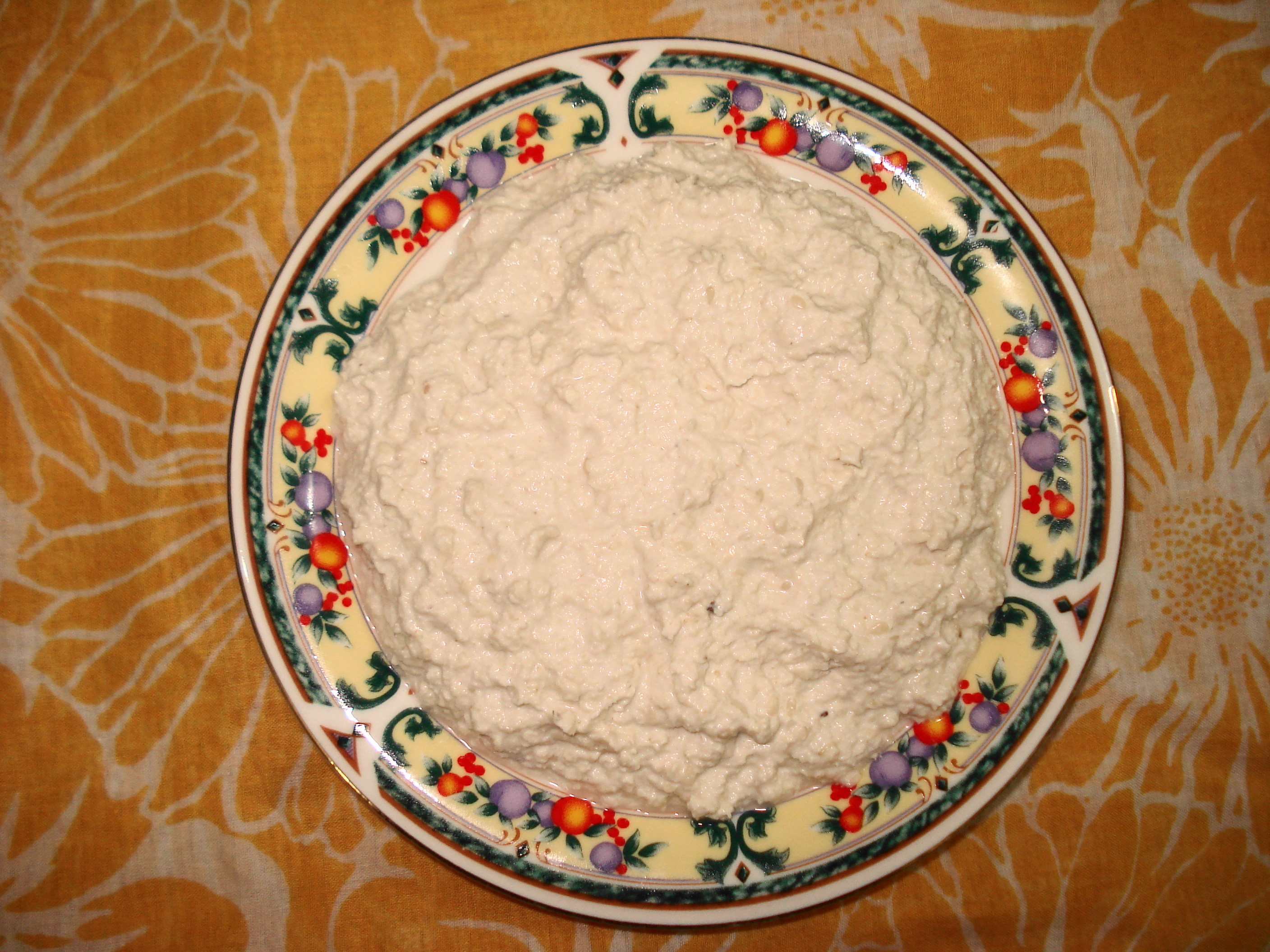
Tahini domowego wyrobu

Tahini (tahina) (arab. طحينة tahina), pasta sezamowa (chin. zhimajiang (芝麻醤), jap. neri-goma (ねりごま, 練りごま) – pasta na bazie nasion sezamu, wykorzystywana do przygotowywania wielu azjatyckich potraw. 
W krajach Bliskiego Wschodu sporządzana jest z lekko podprażanych nasion sezamu (proces ten zwiększa aromatyczność). We wschodniej Azji produkowana z niełuskanych nasion sezamu, dzięki czemu nabiera bardziej gorzkiego smaku.
Tahini stanowi składnik licznych bliskowschodnich potraw, m.in. hummusu i baba ghanoush. Sprzedawana bywa w postaci produktu świeżego lub suszonego. Nadaje się do zamrożenia.
Pasty sezamowej używa się także w kuchni chińskiej, koreańskiej i japońskiej; jest też zasadniczym dodatkiem do dań z prowincji Syczuan, np. makaronu dandan. 
Zbliżona do tahini jest pasta sezamowa neri-goma, wytwarzana z niełuskanych nasion sezamu (podczas gdy tahini wyłącznie z łuskanych) i używana m.in. do dressingów i sosów.